# イデオン (架空の兵器)
イデオン（IDEON）は、アニメ『伝説巨神イデオン』に登場する架空の兵器。第6文明人が建造し、地球人によって遺跡として発掘された巨大ロボットである。

## 概要
地球の移民団の科学庁によりソロ星第一発掘現場で発見された第六文明人の遺跡を復元・改造したAメカ（ソル・アンバー／イデオ・デルタ）、Bメカ（ソル・バニアー／イデオ・ノバ）、Cメカ（ソル・コンバー／イデオ・バスタ）のコクピットで光を放つゲージが「イデ」に反応して合体する重機動メカで、バッフ・クランに伝わる伝説の英雄・イデの巨神そのもの。
イデオンソード、波導ガン（イデオンガン）といった武器でバッフ・クラン宇宙軍の数千数万の物量攻撃を以ってしても対抗出来ない力を発揮し、人類によって全身にミサイルポッド、グレンキャノンが搭載されたほか、大型ミサイルやビーム砲などの直撃なども撥ね退けるバリアーを有する。
イデオンという名前は、ソロシップに搭載されていたコンピューターに残る第六文明人の言語で唯一判読可能な「IDEON=イデを包む者」が由来。コクピットの巨大さも、第六文明人の体躯が人類より巨大であったことに起因するとされている。小説版ではゲージに表れたマークをギリシャ文字の「ΙΔΕΟΝ」に分解されるのではないかと発掘調査隊が推察し、フォルモッサ・シェリルが「イデオンと読めないでもないし、意味が深そうだから趣味に合うのではないか」と言ったことが由来になった。
劇中でも地球的概念で考えると、本機とソロシップのデザインは洗練されていないと評されるが、これは建造した第六文明人の嗜好が地球的でないからで、“日常の延長”といった性質を消すためという総監督の富野喜幸の意思による。富野は「でなければ、こんな酷いデザイン誰が使います?」と語る。

## イデ
イデオンは、内部の未知なるメカニズム“イデ”の力によって無限の力を放出する。

## 機体諸元

### 分離形態
Aメカ/Bメカ/Cメカの呼称は書籍および玩具媒体で使用されたもので、劇中では「ソル・○○○」や「イデオ・○○○」が用いられる。戦闘および合体形態に変形可能な各メカは、基本形態で発掘・復元された。AFエンジンは原子核融合エンジン、CRエンジンは化学反応エンジンである。

#### Aメカ
合体時にはイデオンの頭部、肩部、腕部。
ソル・アンバー
Aメカ基本形態。グレン・キャノンが主武装のキャタピラ式装甲車。9連装ミサイル・ポッドを機体各所に16基装備。
イデオ・デルタ
汎用重戦闘機。地球連合軍、バッフ・クラン宇宙軍を通して、最強の汎用戦闘機である。

#### Bメカ
合体時にはイデオンの胸部、腹部。ソル・バニアー→イデオ・ノバ変形時には機首が伸びるが、腹部は最後部を残して左右に分割し、それぞれ腋パーツの外側に回り込むため全長が短くなる。
最初のメインパイロットであるベス以外は必ず戦死したことから、当時のアニメ誌では“イデの呪いのかかったメカ”と揶揄されていた。
ソル・バニアー
Bメカ基本形態。装甲車タイプ。合体時に使用不能な小型グレン・キャノン ツルミ3型は取り外された。
イデオ・ノバ
大型ミサイルポッドと大型グレンキャノンを持つ汎用重戦車。戦闘力が上昇するので飛行性能は高いが、他の2機に比べると空戦性能は下がる。

#### Cメカ
合体時にはイデオンの腰部、脚部。
ソル・コンバー
Cメカ基本形態。装甲車タイプ。
イデオ・バスタ
機体下部にミサイルポッドの大半が集中する汎用重戦闘爆撃機。地球連合軍、バッフ・クラン宇宙軍を通して、最強の汎用戦闘爆撃機である。
池原しげとのコミカライズでは、B,Cメカの描き分けが不明瞭で、A,B,Cメカが揃っているはずのコマにBメカがおらず、ソル・コンバーとイデオ・バスタが同居する矛盾が起きている。

### 合体形態
Aメカ、Bメカ、Cメカの3機がドッキングして完成する人型の巨大ロボット。

## 機能

### コントロール

#### イデのゲージ
機体内部に設置されたゲージは、イデオンの装甲材と同じくイデオナイトで出来ており、パワーの上昇と共に輝きを増していく。
イデオンにとってのメインコントロール回線であるこのゲージに、地球人たちは地球製のメカ（コクピット）を割り込ませ、サブ・コントロールシステムにした。
テレビシリーズでは、ユウキ・コスモ達は成り行き上パイロットを務め、そのまま戦闘を繰り返すうちに経験を積んでいったことで操縦技術が向上し、他の大人達を抑えて実質的に専属パイロットとなった。劇場版では、本編開始前にコスモ達がテスト起動で一度各メカの起動に成功しており、その際に「子供が乗らないと動かせない」事が明らかになった。小説版ではマシーンに乗る人間の年齢が低いほどイデのゲージが輝くという事が判明しており、少年少女がパイロットを務めている要因が付加されている。

#### インテンション・オートマチック
劇場版『接触篇』ではコスモによると、イデオンにはコスモ達の父によって「インテンション・オートマチック」なるコントロール・システムが付けられた事が明言されており、初搭乗したイムホフ・カーシャ達が何もしていないのにイデオンがオートマチックで立ち上がるなど、パイロットの思考が機体制動に反映しているとされている。小説版では、コスモの反射神経がイデオンを操作させたと解説されており、外からイデオンの動きを観察すると人そのもののしなやかさを持って稼働している。人の操縦だとか、マシーンそのものが生み出す動きとは異なり、人そのものに見えた。
小説版ではこの操縦システムについて詳しく解説されており、ミムラ・ジムナウによれば、第六文明人の機械的なシステムをコスモ達地球人の体型に合わせてコピーし、イデオンの機械的な部分に接続させただけのものだった。こうすることで、第六文明人のマシーンに対しての考え方や癖をコピーしながら推論してゆくためのもので、動力源が何なのかも解明されていない段階であり、ジムナウ達はこのシステムで、イデオンを動かせるとは思っていなかった。

### バリアー
イデオンを守る強力なバリアーで、加粒子ビームのバリアーとは異なり、ミサイルをも弾き飛ばす圧倒的なエネルギーを放出している。
バッフ・クランのあらゆる猛攻に耐え抜くことができたのはバリアーのおかげである。合体時等に展開される、敵の攻撃を防ぐオレンジのバリアーの他に、透明なバリアーも存在する。これは完全ではないものの潜在的に生命体を保護、加速や慣性・衝撃を軽減する働きをしており、ゲル結界もこれによって威力が弱められていた。
イデの力が高まっている時のバリアーは敵のあらゆる攻撃を防ぐ。イデオンの通常エンジンのパワーは、バリアーによって高出力、高効率化していた。第23話ではイデオンの肩で起きた小型核爆弾の爆発にも耐え、イデオンの左肩はほぼ吹き飛んだが、それ以外の機体およびパイロットは無事だった。『発動篇』ではガンドロワのビームすら防いだ。しかし、イデの力が弱まった時にはバリアーの威力も低下し、重機動メカの肉薄攻撃によって大きな被害を受けたこともあった。また、ギジェ・ザラルがソロ星のイデオン・ソロシップ発掘跡で発見した謎の粒子「ドノ・バン」によりバリヤーが破られたこともある。

### イデオンの咆哮
イデオンは物語中盤以降、パワーアップや新たな能力の発現に際して「ウオオオーン」という雄叫びをあげるようになった。第14話の雄叫びはコスモ役の塩屋翼の声、それ以降の雄叫びは効果担当の松田昭彦の声が元になっている。

## 機体各部

### 頭部
頭部顔面、人間で言うと眼に当たる部分のバイザー状の表示部に、稼働状況に応じたサインが現れ、イデの状態や意図らしきものを表現する。通常は走査線状の一定のパターンだが、稀に図形が現れたり、中心部が強く輝いたりすることもある。『発動篇』におけるイデ発動状態下では、不規則なパターンが激しく明滅していた。

### コクピット
コクピットはかなりの大きさがあり、各メカごとに3人分の専用座席を設置できるほどの広さ、さらに数人が入れるだけのゆとりを持つ。10面モニターはかなりの視界を確保できる。地球人により設置された座席には何故かシートベルトが無く、度々パイロットが座席から投げ出される描写がある。各機のコクピットおよび砲座は、地球人が設置した軌道式カート「ムビオラ」で結ばれ、巨大な機体内部を迅速に移動可能になっている。

## 兵装

### 格闘攻撃
テレビシリーズの第1話で初めてイデオンが合体した際、バッフ・クランの偵察機コポラを2機、パンチで撃墜している。その後空きスペースに地球製の火器を取り付けるなどして武装が強化されるが、巨大な手足によるパンチやキックなどの質量攻撃は、重機動メカの装甲を一撃で粉砕する強力な攻撃手段のひとつだった。
さらにはAメカのみ分離してのパンチ攻撃や、3機が分離した状態でのパンチやキック、加えてミサイル攻撃（戦闘で切断された脚部からまで）など、人型であることに縛られない変幻自在な「ドッキングアウト戦法」は、巨大ロボット戦の定石を打ち破るものだった。

### グレンキャノン
ソロ星駐留軍の手によって第2話以降取り付けられたビーム砲。各メカに数門ずつ設置されたが、合体後に使用したのは主に腹部のドームが開いて現れる2門（センター・グレンキャノン）だった。ノーマルエンジンでも強力な威力を持つが、イデがノーマルパワーを潜在的に推し高めていたため、戦艦の主砲に匹敵する威力を発揮した。イデによるパワーアップのために、エネルギー系統が焼ききれるといった事態も発生している。

### ミサイル
イデオンをバッフ・クランとの戦闘に使用するため、ソロ星駐留軍によって第2話以降その全身にミサイルランチャーが多数取り付けられた。イデオン内部にかなりの空間があったため最終的には549基、1万6千発のミサイルを搭載した。はじめはグレンキャノンと同様に専用射手が必要なことが多かったが、終盤は完全にコクピットから発射のコントロールを行っていた。初期の、まだイデオンの内部構造が解っていなかった頃には、合体後に使用できなくなる位置に設置されたランチャーもあった。
なお、映画版『接触篇』では、当初からイデオンには自動制御のミサイルが内蔵されている。
小説版では、ソロシップの格納庫にあらかじめ用意されていたミサイルランチャーを装備しており、TV版初期のように合体時に使用不能になったミサイルランチャーはなかったが、地球製のミサイルとは規格が違うために最初に装備されていたミサイルを撃ち尽くすと補給に支障をきたすようになった（ミサイルの補給を巡って、作業員同士が諍いを起こす場面がある）。窮余の策として、ほぼ同じ大きさのミサイルの安定翼を切断し、手作業で一発づつランチャーに装填するという煩雑かつ強引な手段が取られ、ミサイルの翼を切断する作業が日常風景の一部として描写された。

#### 全方位ミサイル（ミサイル一斉発射）
イデオンが周囲の敵全てに向けて、全身のミサイルを一斉に発射する攻撃の通称。劇中この名称で呼ばれてはいない。
直立した姿勢からやや前屈みになり、曲げた両腕で頭部と胸部を覆うようなポーズを取って、全身のミサイルランチャーから一斉に連続発射する。周囲の敵を一度に攻撃できる反面、装弾数もあっという間に減る。第14話で、カミューラ・ランバンの死を目の当たりにして怒りに燃えたコスモが初めて行い、ジルバル・ドク隊のズロオ・ジック部隊を撃退した。この発射法は第27話、29話、39話でも行われた。

### MBH（ミニ・ブラックホール）
第18話「アジアンの裏切り」で登場。小型のブラックホール。このブラックホールエネルギーを応用した兵器が、波導ガンとイデオン・ソードである。
アジアン星もろともソロシップやイデオンを破壊しようと準光速ミサイルの第3波攻撃が襲った際、パイパー・ルウの目覚めとともに発動。
Aメカ・コクピットのボタンの一つが赤く輝き始め、コスモが導かれるようにそれを押すと、イデオンの腹部シャッターが開き、腹部の図面がモニターに映し出されると、モニターの照準が自動的に合っていき、内部の空洞から放出された複数個のミニブラックホールが、準光速ミサイル12発を吸い込んで消滅させた。そのあまりの威力にソロシップ内でも今後の使用に賛否両論あったが、結局コスモがどのボタンを押したのか忘れてしまったために以後使われることは無かった。

### イデオン波導ガン（イデオンガン）
第28話「波導ガンの怒り」で初登場。MBH（ミニ・ブラックホール）のエネルギーを応用した兵器。全長74.3m、重量2千3t。4基のバーニアが装備されていて、ソロシップ、イデオンからの誘導で動く。
第28話において、3、4日前にイデオンの母船・ソロ・シップの反物質エンジン・ルームの床の半分に半分埋まっていた状態をイラ・ジョリバが発見した。最初、ジョリバはエンジンの部品かと思っていた。イラ・ジョリバが持っていた解析図を見たコスモは「グレンキャノンと同じ」と発言した。バッフ・クラン側では「大砲」と呼ぶ。
砲身後部から伸びる2本のエネルギーチューブを、イデオンの腹部のシャッター内にあるMBH（ミニ・ブラックホール）のエネルギーコネクターに接続し、エネルギー・チャージする。同時に連動照準器とエネルギー・ゲージの監視がコクピットから行える。砲身の左右にある垂直のハンドル型グリップをイデオンの両手で保持して使用する。なお、テレビシリーズのオープニングでイデオンが使用している大型火器は玩具用デザインをもとにしているためグリップは水平に握る描写となっていた。
誘導ビームが伸びていった後、発射された光束はエネルギー転換を起こし、波導となって拡散、物質を破壊する。また、射線外にいる敵機もエネルギーの余波で破壊する。
波導ガンは最大パワーで発射されたことはなく、半分以下のパワーでバッフ・クランの大艦隊を消滅させる。地表近くで発射した際には、地形を変えてしまうほどの大被害を与えた。第32話「運命の炎のなかで」では、Cメカが合体しておらずエネルギーが30％足らずのイデオンが使用した時でも第六惑星の輪を崩壊させ、その威力は底知れずである。
劇場版ではTV版より早い段階で発見されているが、『接触篇』では使用場面は無い。『発動篇』では、イデオンソードとの合わせ技で彗星を破壊し、迫りくるバッフ・クランの大艦隊や重機動メカの大軍を薙ぎ払い、更には射線上にあった惑星を打ち抜いてその向こう側の大艦隊を全滅させた。また、イデオンに取り付いたハルルのザンザ・ルブを低出力の発射で撃破している。
亜空間飛行で回避することもできるようだが、『発動篇』では、通常空間から亜空間飛行中のバイラル・ジンを半壊させ、事実上、防ぐ手段はないに等しい。
波導ガンの名称は宇宙戦艦ヤマトの波動砲とかぶるために、映画版とテレビ後半ではイデオンガンと改められた。

### イデオンソード
第29話「閃光の剣」で初登場。イデオンの両腕から発するビームの剣である。手首に左右各8個、両手で計16個あるノズルから白色のビームを発射する。
偶然イデオンに乗っていたパイパー・ルウが、ゲル結界による攻撃で苦痛に泣き叫ぶ声に応える形で発現した。初使用時はバッフ・クランの特務艦2隻（バルメ／ブラム・ザン）を撃沈。その威力は次第にエスカレートしていく。
第33話ではエネルギー吸収生命体ヴァンデを撃退し、第35話では落下するナイト・スターの衛星を破壊、第38話では惑星ステッキン・スターを両断した。イデオンのパワーが上昇しないときに、1つだけのノズルからビームを発射して、重機動メカガンガ・ルブ・リブを撃墜する描写が第36話にあった。直撃せずとも付近を通過するだけで重機動メカや戦艦を破壊する描写も見られた。『発動篇』では、イデオンガンとの同時使用で彗星を消滅させた。『発動篇』のラストで超巨大兵器・ガンドロワを切り裂くものの、同時にガンド・ロワが発射され相討ちとなった。
小説（スニーカー版）の挿絵のコメントには、「イデオンソードはイデの直接放出あるいはイデの意思」とある。

## 玩具などでの立体化
イデオンは3機のメカが変形して合体する設定だったが、そのギミックにはかなり無理があった。一例を挙げると、ソルアンバーはイデオンの腕・肩を構成しているという設定で、イデオンの前腕になる機体上部が後方に展開するが、ピボットらしきものの描写が一切ない。また、機首部分が機体後方へ向かって若干隆起しているが、イデオンおよびイデオデルタに変形すると、その隆起は消滅している。その他にも数々の矛盾があるため、玩具やプラモデルでの完全な変形・合体の再現はほとんど不可能だったが、この変形や合体の再現を試みた玩具もいくつか存在する。
本放送当時、トミーが発売した『奇跡合体』という商品は、各メカがボタン押下でスプリングのテンション解放の力により基本形態から戦闘形態へと瞬間変形するものだった。ギミック優先のため、Bメカの前半部分やCメカ機首の変形が完全にオミットされているなど、かなりの独自解釈が加えられている。
アオシマから発売されたミニ合体シリーズのイデオンは、同シリーズの仕様に合わせて、頭・腕・胴体・脚の4機が合体する形式だった。頭部メカは地球軍の戦闘機・カービアンクロッサスにイデオンの頭が載っている物だった。他のメカは余剰パーツを加えることでA・B・C各メカの基本形態に、それなりに近い形状にしている。
同じくアオシマから発売された1/600スケールのイデオンは、組み換え変形ながら、基本・戦闘・合体直前・合体状態（イデオン）の各形態を、アニメにかなり近い形で再現できる物になっている。
2007年には、各メカ形態に若干のアレンジが加えられたものの、完全に変形・分離・合体するギミックのついた全高30センチのイデオンが『超合金魂』シリーズで発売された。
2016年10月には、食玩『スーパーミニプラ』シリーズとして製品化された。Cメカはその大きさゆえ二分割され、ほかにAメカ、Bメカの計4種が発売された。差し替えと合体でソル・アンバー、ソル・バニアー、ソル・コンバーとイデオンを再現できる。
この商品に加え、Aメカ、Bメカ、Cメカの戦闘形態のパーツと波導ガンを同封した発動セットも発売され、通常版の4形態に加え、イデオ・デルタ、イデオ・ノバ、イデオ・バスタを、波導ガンを構えたイデオンを再現できる。この玩具で初めて、Bメカのソル・バニアー→イデオ・ノバ変形時に全長が縮む設定が、組み換え変形ながら再現された。

## 他作品でのイデオン
富野による小説版の角川スニーカー文庫版では口絵にて小林誠により大幅にアレンジされた登場メカのイラストが掲載されており、イデオンも変形合体を無視した生物的なフォルムに描かれている。
ゲーム『スーパーロボット大戦シリーズ』では、『スーパーロボット大戦F』と『第3次スーパーロボット大戦α 終焉の銀河へ』に登場し、イデオン・ソードやイデオン・ガンは使用に厳しい制約が課されているもののゲームバランスを崩すほどの絶大な戦闘力（イデオン・ソードもイデオン・ガンも射程距離が無制限、破壊力も登場機体中で最も高い、など）を発揮する。イデオンが破壊されるとイデが発動してゲームオーバーを迎える場合もあるなど、扱いが難しい機体となっている。また、『第3次α』では「正と負の無限力」という独自の概念が設定されており、成仏した生命の意思や魂の集合体はイデを筆頭とした「正の無限力」というカテゴリーに区分される。一方、悪霊や怨念の集合体は「負の無限力」というカテゴリーで区別されており、同ゲームオリジナルのロボット・ディス・アストラナガンやケイサル・エフェスはこれらを操る。
サイバーコミックスで長谷川裕一が連載していた漫画作品『機動戦士VS伝説巨神 逆襲のギガンティス』では、細部の形状が多少違うものの伝説巨神の名称で登場（イデオンという固有名詞は出てこない）。劇中では『イデオン』本編のような合体は行わず、1人で操縦している。この作品でも、全方位ミサイルなどの武器を使用して主人公たちと激闘を繰り広げた。
藤子・F・不二雄の漫画『ドラえもん』では、イデオンをモデルにした「建設巨神イエオン」というキャラクターが登場する。
尾田栄一郎の漫画『ONE PIECE』では、イデオンをモデルにしたイデオというキャラクターが登場する。